# Daniel Graf
Daniel Graf (Arnstadt, 7 settembre 1981) è un ex biatleta tedesco.

## Biografia
In Coppa del Mondo esordì il 25 gennaio 2003 ad Anterselva (11°) e ottenne il primo podio il 6 gennaio 2005 a Oberhof (2°).
In carriera prese parte a due edizioni dei Campionati mondiali (7° nella sprint a Östersund 2008 il miglior piazzamento).

## Palmarès

### Mondiali juniores
- 5 medaglie:
  - 2 ori (staffetta a Hochfilzen 2000; staffetta a Chanty-Mansijsk 2001)
  - 3 bronzi (staffetta a Pokljuka 1999; sprint a Hochfilzen 2000; sprint a Chanty-Mansijsk 2001)

### Coppa del Mondo
- Miglior piazzamento in classifica generale: 13º nel 2008
- 5 podi (2 individuali, 3 a squadre):
  - 2 secondi posti (1 individuale, 1 a squadre)
  - 3 terzi posti (1 individuale, 2 a squadre)